# Gerda Palm
Gerda Martina Palm, född 14 oktober 1871 på Henriksholm i Ånimskogs socken, Dalsland, död 25 januari 1949 i Göteborg, var en svensk målare, tecknare och skriftställare.
Hon var dotter till majoren Henrik Salomon Ferdinand Palm och Amalia Fröding. Palm studerade vid Konstakademien i Stockholm 1895–1901 och begav sig därefter ut på studieresor till München och Italien 1901–1902. Hon studerade vid Axel Tallbergs etsningsskola 1912. Separat ställde hon ut på Lilla ateljén i Stockholm 1941 och på God konst i Göteborg 1945. Hon medverkade i Lundautställningen 1907 och i Föreningen Svenska Konstnärinnors utställning på Skånska konstmuseum i Lund 1912 samt den internationella madonnautställningen i Florens 1933. Hennes konst består av porträtt och landskap i teckning eller akvarell. Hon medverkade med artiklar i Dalslands fornminnes- och hembygdsförbunds tidskrift. Palm är representerad vid Göteborgs konstmuseum, Uppsala universitetsbibliotek, Alingsås museum, Uddevalla museum och Dalslands hembygdsgård. Hon är begravd på Frändefors kyrkogård.